# 2007 au Brésil
Chronologie du Brésil
- 2003
- 2004
- 2005
- 2006
- 2007
- 2008
- 2009
- 2010
- 2011

Cet article présente les faits marquants de l'année 2007 au Brésil.

## Évènements
- 18 mars : Arrestation à Rio de Janeiro de l'ancien terroriste d'extrême-gauche Cesare Battisti, grâce à des informations fournies par la police française. En fuite au Brésil et d'origine italienne, il a été condamné en Italie à la détention criminelle à perpétuité pour quatre « homicides aggravés », commis en 1978 et 1979.
- 9 mai : Le pape Benoît XVI entame une visite de 6 jours, jusqu'au 14 mai ; sa première en Amérique latine.
- 11 mai : Dans le cadre de la visite du pape Benoît XVI, messe de canonisation du franciscain Antonio Galvão (1739-1822), qui devient le premier saint brésilien. Plus d'un million de personnes assiste à la cérémonie qui se tient à l'aéroport de São Paulo.
- 13-31 mai : Cinquième Conférence générale de l’épiscopat latino-américain et caribéen organisée par le Conseil épiscopal latino-américain (CELAM) à Aparecida au Brésil, ouverte par le pape Benoît XVI.